# آنسه لا رایه
آنسه لا رایه (به لاتین: Anse La Raye) یک شهرک در سنت لوسیا است که در بخش آنسه لا ریه واقع شده‌است. آنسه لا رایه ۶٬۳۸۲ نفر جمعیت دارد.